# 2017-es moszuli légi támadás
A 2017-es moszuli légi támadás, más néven a 2017-es moszuli mészárlás egy olyan, amerikai vezetéssel végrehajtott légi támadás volt 2017. március 17-én Moszul nyugati részén, annak al-Aghawat al-Jadidah kerületében, melyben több száz polgári lakos életét vesztette. Irak 2003-as megszállása óta ez volt az amerikai seregek legtöbb polgári áldozatot követelő támadása.

## Előzmények
Miután az ISIL 2014-ben elfoglalta Moszult, az amerikai vezetésű seregek 2016. október 16-án álltak neki a város visszafoglalásának. 2017. január 24-én Moszul keleti felét felszabadították az ISIL vezetése alól, miután nem sokkal a koalíció csapatai megindultak a város nyugati része felé.
Februárban a Donald Trump vezette kormányzat azt állította, az USA eszkalálja az offenzívát Mozulban. A Pentagon jelentése szerint március utolsó két hetében 1400 lövedéket lőttek ki. Az IOHR megerősítette a dróntámadások fokozódását, és 3846 polgári áldozatról vett fel szemtanúi beszámolókat. Szintén ők dokumentálták, hogy a nyugat-moszuli harcok kezdete óta 10.000 otthont romboltak le. Bassma Bassim, a Moszuli Kerületi Tanács vezetője azt mondta, csak a március 10. és 17. közötti légitámadásoknak „több mint 500 polgári áldozata volt.”

## A támadás
Március 18-án az USA Védelmi Minisztériuma azt jelentette, az amerikai vezetésű koalíció „8 légi támadást hajtott vége Irakban, mely során 73 lövést adtak le, hogy így segítsék az iraki kormányt,” a támadások közül négynek pedig az ISIL volt a célpontja. Megjegyezték, hogy a támadásokkal "az ISIL három taktikai egységét vették célba, ahol 56 járművüket, 25 kilövőállásukat, öt rakéta meghajtású gránátrendszerüket, két közepes automata fegyverüket, két aknavető-rendszerüket és az egyik autóbombájukat semmisítették meg, valamint harcképtelenné tettek 20 aknavető csoportot és 4 taktikai egységet.” Másnap újabb öt támadást hajtottak végre Moszulnál, melynek a célpontja „az ISIL négy taktikai egysége volt, ahol megsemmisítettek 14 hari állást, 4 járművet, 2 rakétameghajtású gránátrendszert, egy közepes automata fegyvert és három taktikai egységet.” Al-Jadida kerület néhány lakosa azt mondta, az egyik támadás egy robbanóanyagokkal megrakott teherautót talált el, mely felrobbant, és ennek hatására egy családokkal teli épületegyüttes dőlt össze.

## Vizsgálat
Az USA Központi Parancsnoksága megerősítette, hogy egy amerikai vezetésű csoport légi támadást hajtott végre, melynek célpontja az ISIL serege és annak felszerelése volt, a támadásra pedig március 17-én al-Jadidah kerületben került sor, ahol polgári áldozatok is lettek. Azt azonban nem tudták megerősíteni, hogy a koalíció melyik tagja hajtotta végre a támadást.
Az iraki hadsereg az ISIL-t hibáztatta a támadásért, annak ellenére, hogy a jelentések szerint az ő rakétáik csapódtak be a kerületben. 61 holttestet sikerült azonosítani a „teljesen megsemmisített” ház helyén. A jelentés hozzátette, hogy „nincs a helyszínen lyuk vagy annak valamilyen nyoma, hogy itt légitámadás történt volna.” Ez a jelentés nagy mértékben ellentmond a helyszíni jelentéseknek és más tisztviselők beszámolóinak. Például az egyik területi egészségügyi tisztviselő úgy nyilatkozott a Reuters-nek, hogy a harcokban a kerület nagy részét lerombolták a harcokban, „a polgári védelmet kivonták, és eleddig 160 holttestet temettek el.” Az Iraki Polgári Védelmi Részleg jelentése szerint legalább 137 holttestet emeltek ki, de március 27-ig ez a szám 531-re nőtt.
2017. március 25-én a Pentagon arra jutott, hogy legalább 105 polgári lakos meghalt a légi támadásban, mikor az egyik amerikai harci repülőgép egy GBU-38 JDAM típusú precíziós irányított bombát vitt, és két ISIL-orvlövészt támadtak meg, akik az al-Jadida kerület egyik épületének második emeletén rejtőztek el. A bomba hatására azonban felrobbant az ISIL egyik robbanószerekkel megpakolt titkos raktára is, mely annak az épületnek a katasztrofális összeomlásához vezetett, melyben az áldozatok laktak.

## Következmények
Az Iraki Hadsereg a támadás után ideiglenesen leállította hadműveleteit Moszul nyugati részében.

## Reakciók

### Nemzetközi és nem-kormányzati szervezetek
- Amnesty International – Az Amnesty International azt állította, hogy az amerikai támadás következtében meghalt civilek magas száma „komoly kérdéseket vett fel a támadáspo törvényességével kapcsolatban.”[23]
- Egyesült Nemzetek Szervezete –AZ ENSZ mély aggodalmának adott hangot a Moszul visszavételéért folytatott harcban elesett civilek népes tábora miatt.[6]
- Human Rights Watch – A Human Rights Watch azt állította: „A civil áldozatoknak a mostani harcokban látott nagy száma, valamint a friss bejelentés, mely szerint megváltoztatják a légi támadások kivitelezését, komoly aggodalmakat vet fel, azzal kapcsolatban, milyen módszerekkel vívják a Nyugat-Moszul visszafoglalásáért vívott harcot.[24]

### Országok
- Ausztrália – Marise Payne védelmi miniszter azt nyilatkozta, egy vizsgálat után arra jutottak, ausztrál vadászrepülőgép nem vett részt a támadásban.[25]
- Belgium – Belgium vizsgálatot indított a moszuli légi támadással kapcsolatban, hogy megállapítsa, hogy az ő vadászrepülőjük felelős-e a polgári áldozatokért.[26]
- Irán – Ali Shamkhani, Irán Legfelsőbb Biztonsági Tanácsának a titkára azzal vádolta az USA-t, hogy háborús bűncselekményeket követ el. Ezt írja: „Ez a háborús bűncselekmény ahhoz hasonlít, amit a Daesh és hasonló takfiri csoportok követnek el, gyermekeket és ártatlan embereket vesznek célba. Ezt sürgősen jelenteni kellene a nemzetközi bíróságnak.”[27]
- Irak – Salim al-Jabouri, az az iraki képviselőház elnöke így fogalmazott egy nyilatkozatában: „Nagyon komoly, ami Moszul nyugati részén történik, túlságosan komoly, nem lehet tolerálni, semmilyen körülmények között sem.”[12]
- Oroszország – Oroszország Védelmi Minisztériuma szerint „Az, hogy a Pentagon képviselői milyen abszurd jelentéseket tesznek közzé azért, hogy igazolják az amerikai támadások polgári áldozatait, betekintést nyújt abba, milyen szinten folyik a tervezés, és mennyire igaz az amerikai „okos” bombák állítólagos felsőbbrendűsége.”[28]
- Vatikán – Ferenc pápa azt mondta, a Moszulban harcoló haderőknek felelősséget kell vállalniuk a harcban részt nem vevőkért. „Azzal együtt, hogy mélységes szomorúságomnak adok hangot a véres konfliktusban meghaltak miatt, meg kell erősítenem korábbi könyö9rgésemet, mely szerint mindenkinek meg kell fogadnia, hogy mindent megtesz annak érdekében, hogy megvédje a polgári lakosság életét. Ennek egy kényszerítő és sürgető elkötelezettségnek kell lennie.”[29]